# Piper deliciasanum
Piper deliciasanum är en pepparväxtart som beskrevs av J.A. Steyermark. Piper deliciasanum ingår i släktet Piper och familjen pepparväxter. Inga underarter finns listade i Catalogue of Life.